# Suillosporium odontoideum
Suillosporium odontoideum é uma espécie de fungo pertencente à família Botryobasidiaceae.